# Bati-señal
La Batseñal (Bati-señal en Hispanoamérica) es un dispositivo de señal de socorro que aparece en los cómics estadounidenses publicados por DC Comics, como un medio para convocar al superhéroe, Batman. Es un reflector especialmente modificado con un emblema estilizado de un murciélago fijado a la luz, que le permite proyectar un gran símbolo de murciélago en los cielos de Gotham City.
La señal es utilizada por el Departamento de Policía de Gotham City como un método para contactar y convocar a Batman en caso de que se necesite su ayuda y como un arma de intimidación psicológica a los numerosos criminales de Gotham City. Apareció por primera vez en Detective Comics #60.
Se dobla como el logotipo principal de la serie de cómics, programas de televisión y películas de Batman.

## Origen
El origen de la señal varía entre línea de tiempo y medios de comunicación. Hizo su primera aparición en Detective Comics #60, durante el mes de febrero de 1942. En la película de 1989 Batman, donde Batman le pide a la policía que lo llamen cuando lo necesiten por lo que Harvey Dent crea la Bati-señal, en Batman Begins es creada por el Detective James Gordon y la pone encima del departamento de policía, en una escena de la película se muestra un origen de la señal donde Batman amarra a Carmine Falcone en un reflector lo que provoca que se vea un murciélago en el cielo.

## Parodias
Debido a la popularidad de Batman y la Bati-señal se han hecho parodias de esta última en diversos medios.
- En el episodio de Los Simpson «El Viaje Misterioso de Nuestro Homer (The Mysterious Voyage of Homer)», Homer camina enfrente de un reflector lo que provoca que se proyecte un murciélago obeso en el cielo.
- La Bat-señal es mencionada en la canción de Eminem, «Crack a Bottle».
- En un episodio de Full House se nombra la Bati-señal.
- En un corto de la película de DreamWorks Megamind se muestra un enorme reflector para llamar a Megamind cuando lo necesiten, aquí solo se cambia el murciélago por una M
- En un episodio de The Big Bang Theory, se ve una Bati-señal de juguete en el cuarto de Leonard.
- En un episodio de Underemployed también hacen referencia a la Bati-señal.
- En un capítulo de Powerpuff Girls se crea una señal en forma de corazón para que las chicas superpoderosas respondieran, ya que no contestaban llamadas telefónicas por estar muy ocupadas jugando con su nueva vecina.
- En la serie Thundercats Leon-o solía emitir una señal felina desde su espada para que los thundercats acudieran en su ayuda.
- En la serie ¡Fenomenoide! se parodió la señal con una alarma en forma de corno gigante en la azotea de una jefatura de policía, en un corto segmento de un superhéroe llamado The Huntsman.
- En un episodio de Uncle Grandpa se crea una señal con la silueta de la cabeza de Tío Grandpa para que el personaje responda y vaya en su ayuda cuando lo necesiten.

## En otros medios

### Serie 1949 de Columbia
La Bat-Signal hizo su primera aparición en pantalla en la serie Batman and Robin de Columbia. En su primera encarnación, era simplemente un proyector de alta potencia que en realidad se guardaba en la oficina del Comisionado Gordon. Cuando sea necesario, simplemente llevaría la Señal de Murciélago a la ventana de su oficina y la arrojaría directamente al cielo. Aunque pequeño, era lo suficientemente poderoso como para proyectar una imagen del símbolo del murciélago contra las nubes.

### Serie de televisión de los años sesenta
La señal de murciélago rara vez aparecía en la serie de televisión de la década de 1960, el comisionado Gordon generalmente se comunicaba con Batman utilizando una línea telefónica dedicada (el Batphone). Sin embargo, la señal de murciélago se usaba ocasionalmente (por ejemplo, en el episodio "The Sandman Cometh" cuando Bruce Wayne y Dick Grayson están ausentes en un viaje de campamento), siempre que Batman debía ser convocado desde el campo. Su primera aparición fue en el episodio piloto, " Hi Diddle Riddle ". El fondo animado de los créditos finales de la serie de televisión muestra la señal del murciélago en el cielo nocturno sobre Gotham City.

### Gotham
En un sitio web de promoción para la serie de televisión Gotham 2014 en Fox.com llamada "Gotham Chronicle", que es un periódico en línea después de los eventos recientes de Gotham, uno de ellos declaró que un Floodlight se construyó sobre el edificio GCPD, refiriéndose a que la policía usó la futura Bat-Signal antes de que fuera una tarjeta de visita de Batman, y también declaró que la serie introdujo los primeros usos del Bat-Signal.
Al final del final de la tercera temporada, "Heroes Rise: Heavydirtysoul", se ve a Bruce Wayne parado en una cornisa que domina la ciudad mientras un reflector se eleva gradualmente y selecciona un área de nube oscura que, cuando está iluminada, parece un murciélago.
En el final de la cuarta temporada, "A Dark Knight: No Man's Land", Gordon ilumina una luz de Floodlight en la parte superior del edificio de GCPD cuando él y Bruce dicen que hay mucha gente buena en Gotham City.

### Arrowverso
En la serie CW The Flash, Cisco crea una 'señal Flash' , que afirma haber recibido la idea de "algún cómic", lo que implica que Batman no existe en Arrowverso Tierra 1. Sin embargo, Tierra 38, el universo en el que Supergirl tiene lugar, hace varias referencias a él, únicamente como "el amigo de Clark", y Oliver luego hace referencia a Bruce Wayne en Tierra 1.

### Titans
La Bat-Signal aparecerá en la serie de DC Universe, Titans.

### Películas de acción en vivo

#### Serie de películas de Burton / Schumacher
En la película de Tim Burton, Batman de 1989, Batman da la señal a la policía como un regalo para que lo puedan invocar cuando se le necesita, luego de vencer al Joker.
En la secuela de Burton, Batman Returns, Batman tiene espejos estacionados sobre la Mansión Wayne que reflejan la señal de murciélago a través de su ventana, alertándole de su presencia en el cielo nocturno. La señal se usa cuando el Comisionado Gordon necesita la ayuda de Batman cuando la Pandilla del Circo del Triángulo Rojo ataca a Max Shreck durante la Navidad y aparece nuevamente al final de la película mientras una Catwoman sobreviviente mira.
En la secuela de Joel Schumacher en 1995, Batman Forever, la psicóloga criminal Dra. Chase Meridian usa el Bat-Signal para llamar a Batman, con el fin de seducirlo. Batman está un poco molesto por esto: "La señal de murciélago no es una señal acústica". Más tarde, el Riddler altera la señal de murciélago proyectando un signo de interrogación en el cielo con el símbolo de murciélago formando el punto en la base. (El Riddler en los cómics usa una táctica similar en Batman: Dark Victory; después de negociar una alianza tentativa con Batman, el Riddler cambia la señal, proyectando un signo de interrogación en el cielo para hacerle saber a Batman que tiene una respuesta para él). Un video musical de "Kiss from a Rose", también de Batman Forever, presenta al cantante Seal tocando la canción mientras está parado cerca de Bat-Signal.
En la película de Schumacher, Batman & Robin, en 1997 , Hiedra Venenosa altera la Bat-Signal cambiándola a "Robin-Signal" para atraer a Robin a una trampa.

#### Serie de películas de Nolan
En la película de Christopher Nolan, Batman Begins, en 2005, el entonces teniente James Gordon encuentra al mafioso Carmine Falcone atado a un reflector en los muelles de Gotham City, por la fuerza policial de Gotham para arrestarlo, dejado por Batman. El teniente Gordon se da cuenta de que la sombra de Falcone se proyecta en las nubes del cielo nocturno, similar a la silueta de un murciélago. Al final de la película, aparece la señal del murciélago, como un reflector que proyecta la forma de un murciélago, instalado en la sede de la policía como medio para contactar a Batman.
En la secuela de 2008, The Dark Knight, como en Batman: The Dark Knight Returns de Frank Miller, Gordon utiliza el Bat-señal para recordar a Gotham de la presencia de Batman. La señal demuestra ser muy efectiva, ya que los traficantes de drogas y los criminales se vuelven aprensivos en su apariencia. Al final de la película, después de aceptar a regañadientes dejar que Batman asuma la culpa de los asesinatos cometidos por Harvey Dent para preservar la imagen de Dent como el héroe de Gotham, Gordon, con vacilación, destruye la señal con un hacha frente a varios miembros de la fuerza policial y la prensa.
En la película de 2012, The Dark Knight Rises, los restos oxidados de la Bat-Signal destruida todavía están en la parte superior de la sede de la policía. Sin embargo, al final de la película, con Batman declarado muerto, Gordon ve una señal de murciélago restaurada, con la esperanza de que Batman haya sobrevivido. (Sin embargo, la señal en sí nunca se usa una vez en la película, lo que la convierte en la única película de acción en vivo sobre Batman donde ocurre esto).

#### DC Extended Universe
Durante el SDCC de 2014, un teaser de Zack Snyder, Batman v Superman: Dawn of Justice se mostró a la audiencia en el Hall H. El teaser mostró Batman en su blindado Batitraje lo alto de un edificio de una noche de lluvia en Gotham. Batman elimina una hoja para revelar la señal de murciélago y procede a encenderla. Desde allí se muestra al público la imagen proyectada del logotipo de Batman en el cielo hasta que una figura aparece de la nada en su lugar. Un acercamiento a la figura revela que es Superman mirando a Batman alistando su visión de calor, mientras Batman mira al Hombre de Acero.
En la película real, se hace referencia al Bat-Signal por primera vez cuando Superman aterriza frente al Batmobile, lo que provoca que se estrelle contra un almacén vacío, Superman rompiendo el auto para informar a Batman que no responda la próxima vez que enciendan su luz en el cielo. Más tarde, creyendo que Superman es responsable de un bombardeo en el Congreso, Batman activa el Bat-Signal para llevar a Superman a Gotham para que se enfrente a él, sin saber que Lex Luthor los está manipulando a ambos para que Superman sea asesinado por la lanza de kryptonita de Batman o para siempre comprometer su imagen matando a Batman para salvar a su madre. Durante la batalla, la Bat-Signal se destruye cuando Superman lanza a Batman en ella.
La Bat-Signal aparece de nuevo en Liga de la Justicia, donde Gordon lo usa para llamar a Batman junto con Wonder Woman, Flash y Cyborg. También aparece de nuevo al final.

### Animación

#### Universo animado DC
En Batman: The Animated Series, en 1992 , la señal fue construida por el Comisionado Gordon en "The Cape and Cowl Conspiracy". Barbara Gordon lo usa para contactar a Batman en "Heart of Steel" cuando cree que un impostor ha reemplazado a su padre. En esta reunión, la señal se destruye parcialmente cuando Batman es atacado por un duplicado Harvey Bullock, y Barbara utiliza la pistola de garra de Batman para atraer al robot a la señal y electrocutarlo. Del mismo modo, el verdadero Bullock usa la señal por primera vez cuando pide de mala gana la ayuda de Batman para descubrir quién intenta matarlo en "A Bullet for Bullock". El primer uso de un Bat-Signal de cualquier tipo en la serie fue en "Joker's Favor", donde un hombre, obligado a hacerle un favor al Joker en una cena en honor al Comisionado Gordon, usa un gran modelo de murciélago que cuelga de una grúa. girándolo de un lado a otro frente a una ventana para intentar contactar a Batman.
En la película de 1993, Batman: la máscara del fantasma, Batman está siendo perseguido por la policía como sospechoso del reciente asesinato de varios pandilleros (un crimen realmente cometido por el Fantasma), y Bullock, bajo órdenes del Concejal Arthur Reeves, intenta para usar el Bat-Signal para atraerlo. Batman, sabiendo que es una trampa, no responde. También se usa al final de la película para llamar a Batman a la acción una vez más (después de que Batman fue absuelto de los cargos de asesinato).
El Bat-Signal no se usa en la serie de 1999 Batman Beyond, excepto por una aparición, ya que la Comisionada de Policía Barbara Gordon tiene una línea directa con el Batcave y no es tan cooperativa con el Batman original y su sucesor como su padre. La única aparición de la señal es en "Ascensión", donde Paxton Powers, el hijo de Derek Powers (Blight), tiene una pequeña réplica de la misma construida para convocar al nuevo Batman, Terry McGinnis. Terry lo destruye al llegar, y le aconseja a Paxton que "intente el correo electrónico".
En la serie web de 2002 Gotham Girls, Batgirl parece empujar a su padre, el comisionado Gordon, a la señal de murciélago, aplastándola. Se revela que él es simplemente un reemplazo robótico.

#### The Batman
En el episodio "El gato, el murciélago y el feo" de la serie de televisión animada The Batman, Batman acaba de frustrar una trama que The Penguin intentó tirar encima de un faro. Después de hablar con la detective Yin, Batman está de pie frente a la luz del faro cuando aparece la señal de murciélago en el cielo. En el final de la segunda temporada, "Night in the City", luego de que el comisionado Gordon, recientemente incorporado, finalmente acepte formar una alianza con Batman; él comienza a usar el Bat-Signal. Después de eso, su alarma de "Batwave" fue raramente usada.

#### The Lego Batman Movie
En el comienzo de The Lego Batman Movie, Gordon intentó usar la Bat-Signal para alertar a Batman solo para que Egghead la incitara. Más tarde, Batman usa el Bat-Signal para hacer diferentes versiones del símbolo para Robin, Barbara, Alfred y muchos de los aliados de Batman que los convocan para formar un equipo y derrotar al Joker.

#### Batman: Gotham por Gaslight
En Batman: Gotham by Gaslight, cuando Selina Kyle está siendo perseguida por Jack el Destripador en una feria vacía, usa su sangre y un foco para crear un Bat-Signal improvisado para atraer la atención de Batman, dibujando un murciélago en la luz y apuntándolo en el cielo.

#### DC Super Hero Girls
En el corto animado de DC Super Hero Girls "#BatCatcher", Batgirl cree erróneamente que es invocada por la Bati-señal cuando en realidad la sombra se proyecta desde un murciélago real dentro de su habitación. En el episodio "#FromBatToWorse", Batgirl intenta usar una linterna Bati-señal para llamar a Batman en busca de ayuda contra Hiedra Venenosa, pero no funciona y Hiedra Venenosa señala que a diferencia de Gotham City, no hay contaminación en los cielos de Metrópolis para que Bati-señal brille en contra.

#### Harley Quinn
En el episodio de Harley Quinn "Eres un maldito buen policía, Jim Gordon", el comisionado Gordon comienza a usar excesivamente la Bati-señal para contactar a Batman por cosas insignificantes como tener a alguien con quien hablar sobre su matrimonio fallido. Batman se enoja tanto que confisca la Bati-señal. Al final del episodio, hacen las paces y Batman lo restaura.

### Videojuegos
- El Bat-Signal también se ve en DC Universe Online (2010), en la parte superior de la 9ª estación de GCPD en el East End de Gotham. Es el objetivo de la hazaña ver lugares relacionados con las principales figuras del Universo DC.
- El Bat-Signal se ve en Batman: Arkham Asylum (2009) en el cielo de Gotham City. Durante las pesadillas inducidas por el espantapájaros de Batman, Batman debe escabullirse a través de los restos de Arkham y derrotar a un espantapájaros gigante apuntándole con la señal de murciélago. El Bat-Signal también se usa en Batman: Arkham City (2011) como un punto intermedio en el cielo que se alza por encima de la ubicación del objetivo del jugador, y la señal original se encuentra en el edificio ahora abandonado del GCPD como sujeto de un desafío Riddler. El uso de Bat-Signal como punto de referencia continúa en la precuela Batman: Arkham Origins (2013) y Batman: Arkham Knight (2015), aunque la señal en sí misma aparece en este último juego. En Arkham Knight, el Bat-Signal se ve en el cielo de Gotham City al comienzo del juego como la forma en que el Comisionado Gordon se pone en contacto con Batman, y la señal en sí misma es el tema de un Riddler Challenge y una forma de activar el Protocolo Knightfall. Después de activar Knightfall, la señal explota en una opción de autodestrucción (agregada por Lucius Fox) luego de que Batman salva a toda la ciudad, y Nightwing inspecciona sus restos en un contenido descargable.
- En Batman: The Telltale Series, Gordon usa por primera vez la Señal de murciélago en el episodio 3, ya que necesitaba la ayuda de Batman cuando los policías se estiran por toda la ciudad.